# Gare de Nihonhesokōen
La gare de Nihonhesokōen (日本へそ公園駅, Nihonhesokōen-eki) est une gare ferroviaire localisée dans la ville de Nishiwaki, dans la préfecture de Hyōgo au Japon. La gare est exploitée par la compagnie JR West, sur la ligne Kakogawa.

## Disposition des quais
La gare de Nihonhesokōen est une gare disposant d'un quai et d'une voie.
| N° de voie | Ligne      | Direction         |
| ---------- | ---------- | ----------------- |
| 1          | ▆ Kakogawa | Kakogawa/Tanikawa |

## Gares/Stations adjacentes
| JR West            |                |                |                |                    |
| Direction Kakogawa | Ligne Kakogawa | Ligne Kakogawa | Ligne Kakogawa | Direction Tanikawa |
| Hie                |                | Local 普通     |                | Kurodashō          |